# Языки Техаса
Ни один из языков, на которых говорят в Техасе, не является официальным языком. Около двух третей жителей Техаса у себя дома говорят исключительно на английском, в то время как еще 29% говорят на испанском. На протяжении всей истории Техаса, правительство поочередно использовало английский, испанский и французский в качестве основного языка.

## Статус официального языка
Техас не имеет официального языка, но тем не менее английский (в частности, американский английский) является языком, используемым в законодательных актах, положениях, распоряжениях, договорах, образовании, федеральных судебных решениях, и прочих официальных документах. В связи с большим количеством латиноамериканцев и прочих испаноговорящих жителей в штате, испанский язык также является очень распространённым. Раздел 2054.116 кодекса правительства Техаса требует от всех федеральных агентств размещение информации об их деятельности на сайте на испанском с целью помочь жителям, которые плохо знают английский

## История
С конца XVII века, когда испанцы поселились в Техасе, их родной язык стал вытеснять индейские языки, такие как язык Каддо, из которого пришло название штата Техас, и команчский язык. Ранние иммигранты из Европы (преимущественно немцы, поляки и чехи) основали собственные поселения, где основным становился их родной язык. В техасе появились собственные диалекты немецкого и силезского языков. На данный момент доминирующим языком в Техасе, как и в большинстве других штатов США, является английский.

## Английский в Техасе
Вопреки распространённому мнению, в американском варианте английского языка нет диалекта, специфичного только для Техаса. Однако некоторые лингвисты утверждают, что техасцы используют уникальное подмножество слов южного диалекта американского английского. В соответствии с фонологическим атласом университета Пенсильвании, практически все техасцы говорят на южном диалекте английского языка в США, в то время как другие исследования утверждают, что Техас является источником сразу нескольких диалектов американского варианта английского языка. Все жители восточного Техаса, а также большинство жителей центрального и северного Техаса по данной классификации разговаривают на южном диалекте, на котором также говорят в штатах Луизиана, Теннесси, Миссисипи и на севере Алабамы. Запад и юг Техаса согласно данной классификации говорят на западном или юго-западном диалекте. В соответствии с атласом университета Тампере на этом диалекте также говорят жители южной Калифорнии, на юге штатов Невада, Аризона и Нью-Мексико. Южный диалект Мексиканского залива используется в большинстве районов центрального, восточного и северного Техаса, в то время как среди жителей техасского выступа популярен мидландский южный диалект, который также используется в штатах Канзас, Миссури и Южной Небраске.

## Другие языки
Новые иммигранты из зарубежных стран и других регионов США, вызывают языковой сдвиг в Техасе. Испанский язык является основным практически для трети населения, вьетнамский и китайский языки вытеснили немецкий и французский с третьей и четвёртой строчки по популярности. Помимо указанных выше языков в девятке самых распространённых языков находятся Хинди, корейский и тагальский языки. Большое количество приезжих среди жителей Техаса способствует добавлению новых особенностей южноамериканского диалекта, в то время как другие лингвистические черты сглаживаются в связи с тенденцией по объединению диалектов в США.
Также существует несколько меньших языковых групп, в том числе чехи (несколько тысяч из Моравии) и поляки. Техасдойч является диалектом немецкого языка, на котором говорят потомки немецких иммигрантов, которые поселились в области Хилл-Кантри в Техасе в середине XIX века.

### Испанский язык в Техасе

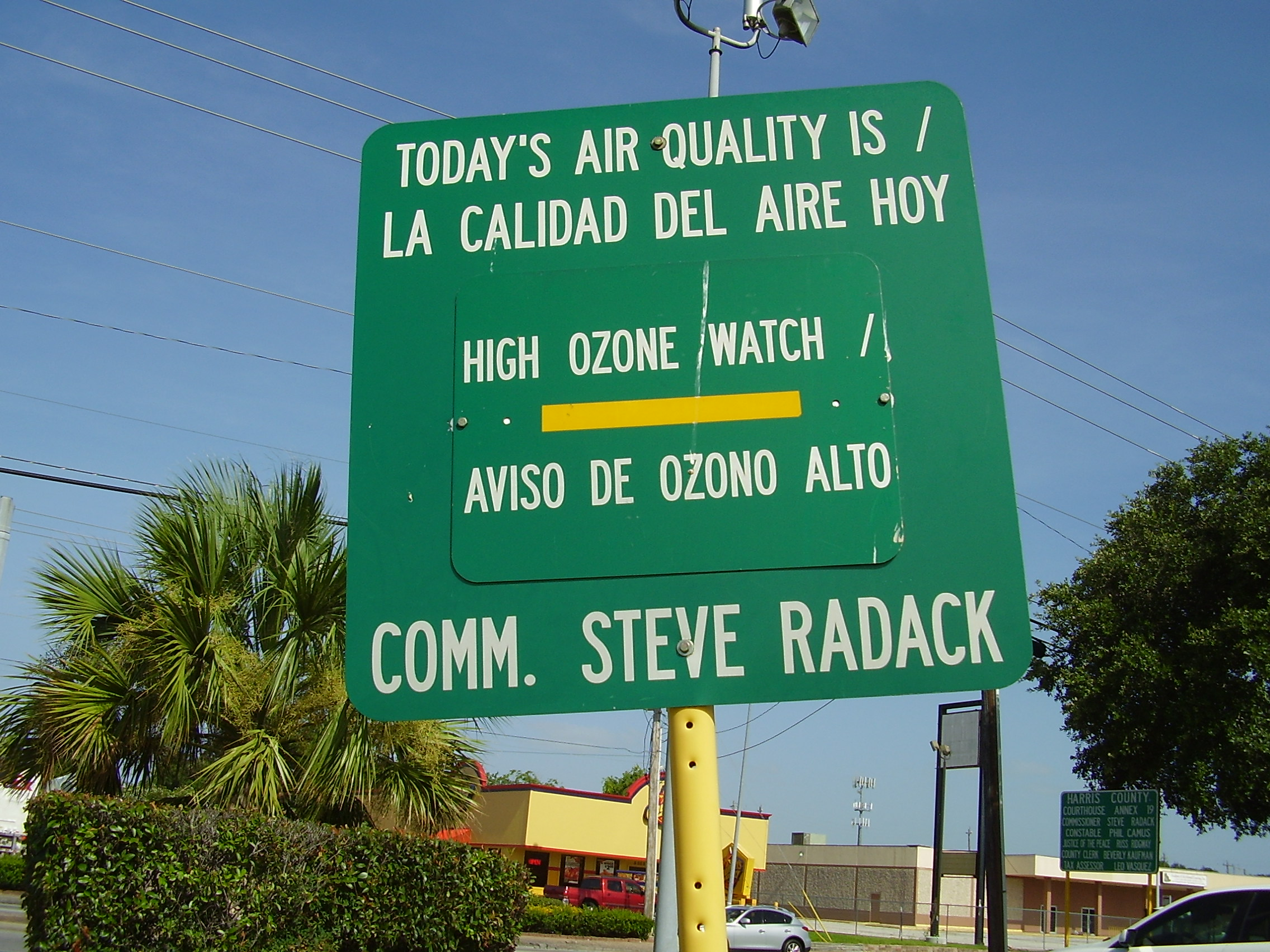
Двуязычный знак на юго-западе Хьюстона

Испанские диалекты техано становятся все более зависимыми от мексиканских диалектов испанского в связи с продолжающимся большим притоком иммигрантов из Мексики. В некоторых регионах южного и западного Техаса мексиканский испанский становится основным вместо испанского креольского и диалектов англос и не двуязычных теханос.
В 1999 году Рене Оливейра предложил законопроект, согласно которому все государственные средние школы будут обязаны как минимум два года учить старшеклассников испанскому языку. Законы штата тогда позволяли старшеклассникам выбирать, какой иностранный язык они хотят изучать.
В 2003 году большее число выходцев из Латинской Америки в Техасе сообщили, что они говорят только на английском языке. В августе 2004 года сообщество Эль-Сенизо, находящееся на границе между США и Мексикой, сделало испанский своим официальным языком.
Начиная с 2007 года в ежегодные экзамены в штате Техас принимаются как на английском, так и на испанском языке